# Gobernación de Yenín
La gobernación de Yenín (en árabe: محافظة جنين) es una de las dieciséis gobernaciones del Estado de Palestina, que cubre el extremo norte de Cisjordania y la zona alrededor de la ciudad de Yenín. Según la Oficina Central Palestina de Estadísticas, la Gobernación tenía una población de 456 212 (6,8% de la población palestina) con 48 169 hogares a mediados de año 2007. Es la única provincia de Cisjordania donde la mayoría del control de la tierra está bajo la Autoridad Nacional Palestina. Cuatro asentamientos israelíes fueron evacuados como parte del plan unilateral de retirada de Israel en 2005. Es gobernada por Qadoura Mousa.

## Ciudades
- Yenín (incluye el campo de Yenín)
- Qabatiya

## Municipios
- Ajjah
- Arrabah
- Burqin
- Dahiyat Sabah al-Khei
- Deir Abu Da'if
- Deir Ghazaleh
- Jaba
- Kafr Dan
- Kafr Rai
- Meithalun
- Silat al-Harithiya
- Silat ad-Dhahr
- Ya'bad
- al-Yamun
- Zababdeh